# منصور أباد (فراشبند)
منصور أباد (بالفارسية: منصورآباد) هي قرية تقع في قسم نوجين الريفي في إيران. يقدر عدد سكانها بـ 1,071 نسمة.